# Portugiesisch-Indien

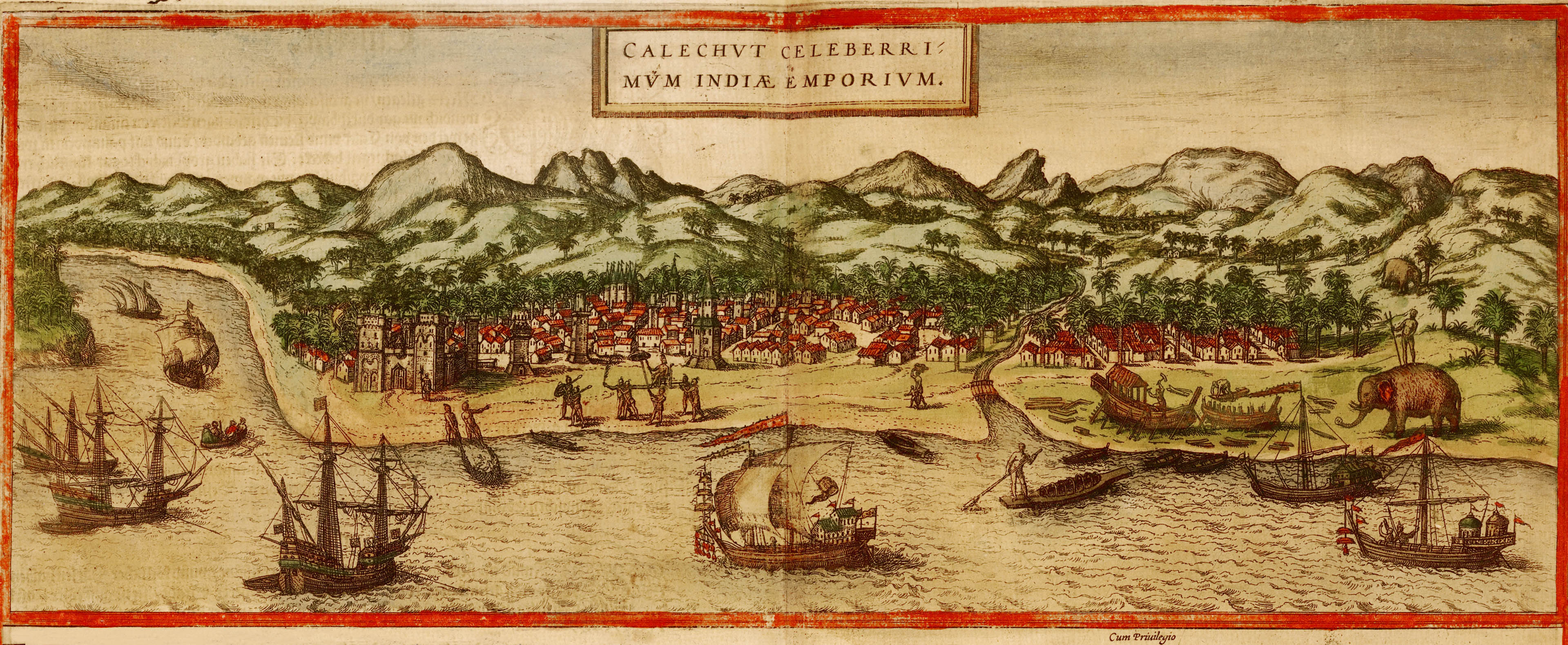
Kalikut im Jahr 1572

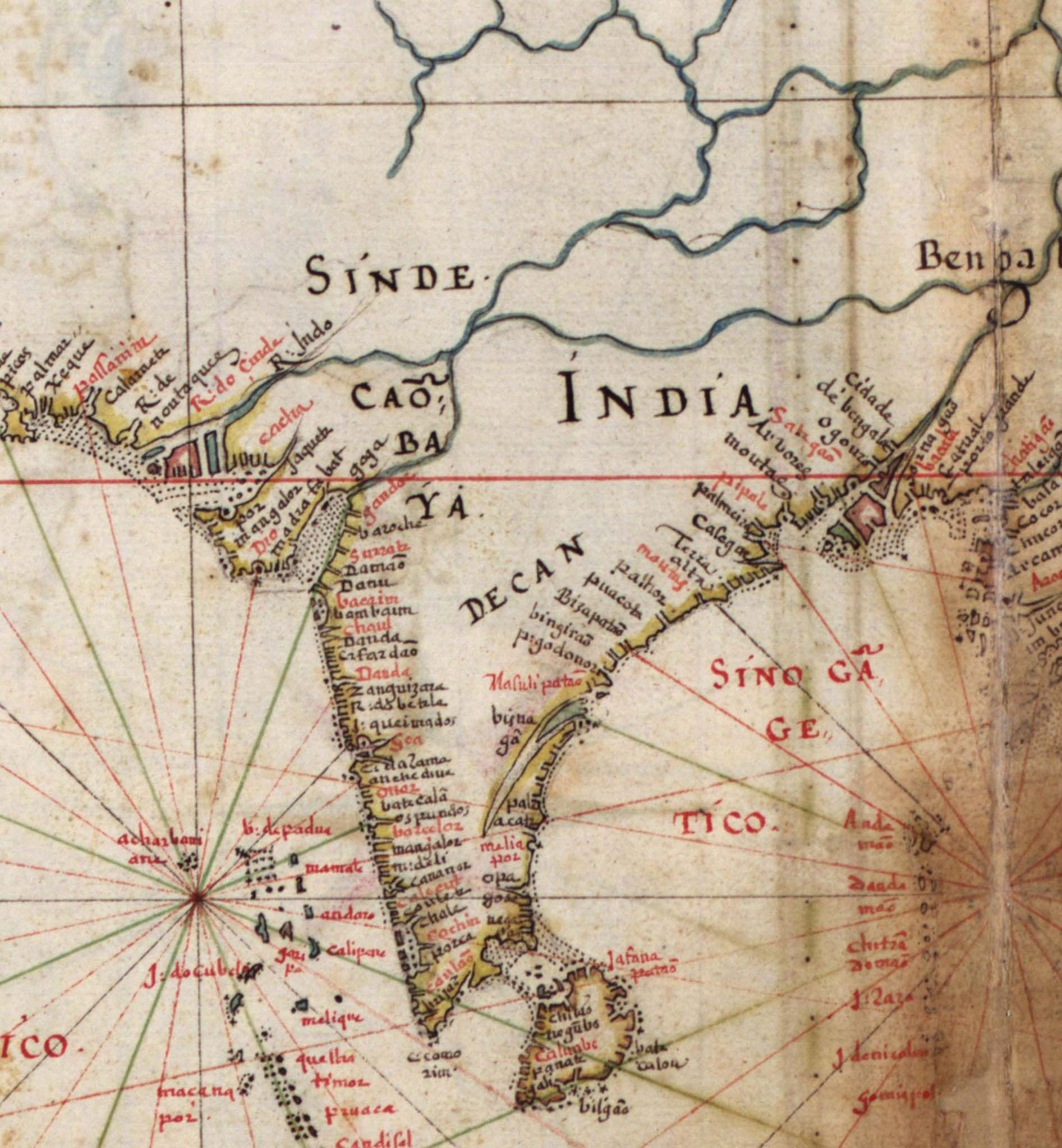
Karte Portugiesisch-Indiens aus dem Jahr 1630

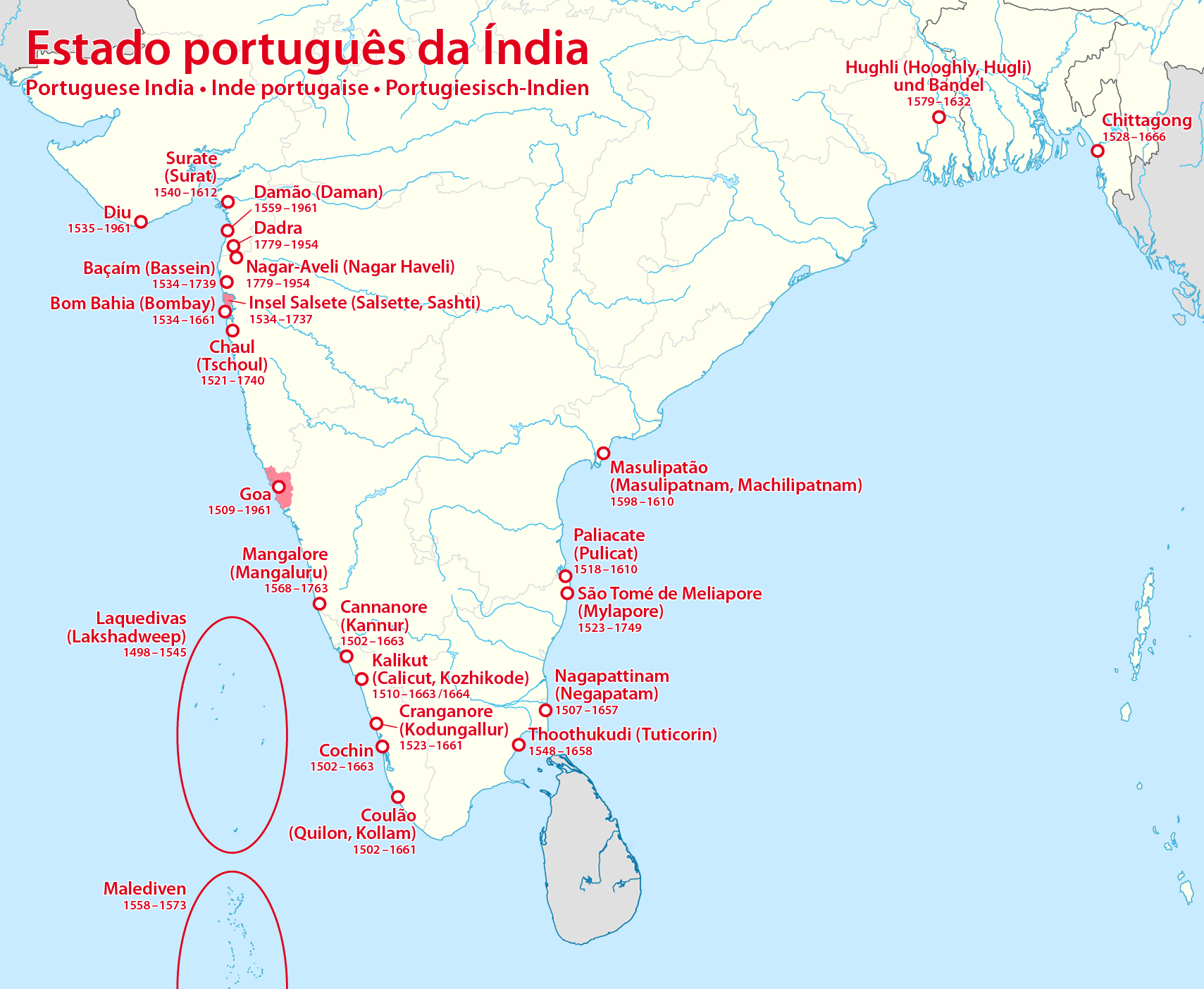
Portugiesische Besitzungen in Indien

Wappen von Portugiesisch-Indien

Portugiesisch-Indien (auf Portugiesisch: Estado da Índia) war eine portugiesische Kolonie in Indien. Portugiesisch-Indien bestand zum Ende der portugiesischen Herrschaft aus drei nicht miteinander verbundenen Territorien, die landseitig ausschließlich an britisches Kolonialgebiet und später an die Indische Union grenzten: Goa mit Angediva, in dem auch Velha Goa liegt, die Hauptstadt Portugiesisch-Indiens, sowie die beiden Gebiete Damão und Diu. Bis ins 18. Jahrhundert hinein wurden von Goa aus sowohl die Besitzungen in Ostafrika als auch die Stützpunkte in Ost- und Südostasien mit verwaltet.

## Geschichte
Im ausgehenden Mittelalter war Indien, auch wenn man in Europa nicht viel über den Subkontinent wusste, als Ursprungsland der äußerst begehrten und sehr kostbaren Gewürze geschätzt. Die Suche nach einer von den Muslimen nicht beherrschten Handelsroute im Rahmen des Indienhandels wurde deshalb zu einem wichtigen Teil der Politik der europäischen Handelsnationen, besonders Portugals. Da die Muslime die Landroute kontrollierten, konnte dieser Zugang nur auf dem Seeweg gefunden werden, wofür die Südspitze Afrikas umrundet werden musste. Ein erster wichtiger Schritt auf diesem Weg war getan, als Bartolomeu Dias 1488 das Kap der Guten Hoffnung erreichte. 1498 gelangte Vasco da Gama schließlich auf dem Seeweg bis nach Indien.
Die Portugiesen begannen ab 1505, im indischen Subkontinent Gebiete in Besitz zu nehmen und dort Handelsstützpunkte einzurichten. Ab etwa der Jahrhundertwende (1500) verkehrten jedes Jahr regelmäßig Handelsflotten, die „portugiesischen Indien-Armadas“, zwischen Lissabon und dem indischen Subkontinent. Da der Weg nach Portugal beim Fehlen moderner Kommunikationsverbindungen zu weit war, um die indischen Gebiete effektiv von Portugal aus verwalten zu können, richteten die Portugiesen den „Estado da Índia“, den indischen Staat ein, unter der Regentschaft eines vom portugiesischen Monarchen ernannten Vizekönigs, der weitreichende Vollmachten besaß. Unter dem ersten Vizekönig, Francisco de Almeida und seinem unmittelbaren Nachfolger, dem Gouverneur Afonso de Albuquerque („Afonso der Große“) wurde die portugiesische Machtposition planmäßig ausgeweitet. 1509 erlangte Portugal durch die Vernichtung einer arabischen Flotte in der Seeschlacht vor Diu die vollständige Seeherrschaft im Indischen Ozean. 1510 besetzte Afonso de Albuquerque Goa. 1511 eroberte er Malakka, das Handelszentrum und der Warenumschlagsplatz Südostasiens. Von Albuquerques Eroberungen war Malakka zweifellos die folgenreichste, da sie den Portugiesen die Tore zu den Meeren der Insulinde, des Fernen Ostens und des Golfs von Bengalen öffnete. 1535 wurde Diu, 1588 Damão portugiesisch.
Vor allem Afonso de Albuquerque begriff, dass das kleine, bevölkerungsarme Portugal nicht in der Lage gewesen wäre, seine Herrschaft auf Landbesitz zu begründen. Unter seiner Führung stützten sich die Portugiesen daher auf ihre Seemacht. Albuquerque eroberte und sicherte die wichtigsten Stützpunkte an den afrikanischen und asiatischen Küsten des Indischen Ozeans, so dass im Falle von Gefahr das portugiesische Indiengeschwader schnell zu den Konfliktherden verlegt werden konnte. Sofala und die Stadt Mosambik in Ostafrika, Maskat und Hormuz am Eingang zum  Persischen Golf, Goa und Cochin in Indien sowie Malakka auf der Malaiischen Halbinsel bildeten die Eckpfeiler des portugiesischen Estado da Índia und legten die Grundlagen für die See- und Handelsherrschaft der Portugiesen im 16. Jahrhundert im Indischen Ozean. Da die Eroberung von Aden misslang, blieb der alte Handelsweg durch das Rote Meer für die Muslime weitgehend offen, zumal die Osmanen 1538 Aden besetzten.
Hauptort des Estado da Índia wurde Goa, wo der Gouverneur bzw. der Vizekönig seinen Sitz hatte. Der Gouverneur bzw. Vizekönig war nur dem König verantwortliches unbestrittenes Oberhaupt von Militär und Zivilregierung. Ihm stand beratend ein Rat aus Fidalgos zur Seite. Darunter standen die Justiz- und Finanzbehörden.
Zu Beginn des 17. Jahrhunderts begann das Vordringen der Niederländer und der Engländer nach Süd- und Südostasien. Die Niederländer wichen dabei der portugiesischen Route nach Indien aus und steuerten, dank verbesserter geographischer und astronomischer Kenntnisse, vom Kap der Guten Hoffnung aus direkt das heutige Indonesien an.
Ab 1756 begannen die Briten, den größten Teil Indiens zu erobern. Zu diesem Zeitpunkt hatte Portugal bereits den Zenit seiner Macht überschritten und konnte so der britischen Expansion nichts mehr entgegensetzen. 1802 bis 1813, während im portugiesischen Mutterland der Kampf zwischen den Briten und Napoleon tobte und Portugal danach de facto durch den britischen Militärbefehlshaber William Carr Beresford regiert wurde, war Portugiesisch-Indien britisch besetzt.
Gegen Ende des 19. Jahrhunderts war das heutige Indien in vier politische Einheiten geteilt:
- Gebiete unter direkter britischer Herrschaft (Britisch-Indien, Hauptstadt: Bombay, dann Kalkutta);
- die sog. „Eingeborenenstaaten“ (native states): Gebiete, denen die Briten eine begrenzte Autonomie unter einem lokalen Fürsten (Maharadscha) zugestanden hatten;
- die französischen Besitzungen in Indien (Französisch-Indien, Hauptstadt: Pondichéry);
- und schließlich der portugiesische Kolonialbesitz, der „Estado da Índia“.

Die ersten beiden Gebiete konnten 1947 ihre Unabhängigkeit von Großbritannien erkämpfen (siehe auch: Mohandas Gandhi, Jawaharlal Nehru) und schlossen sich – allerdings ohne die vorwiegend von Muslimen bewohnten Gebiete (siehe Pakistan (Ali Jinnah) und Bangladesch) – zur Indischen Union zusammen. Seit ihrem Bestehen versuchte die Indische Union, die noch auf dem Subkontinent vorhandenen europäischen Kolonien dem neuen Staat einzuverleiben. 1954 wurde zunächst Französisch-Indien in die Union integriert.
1946 hatte Portugiesisch-Indien als erste Kolonie den Status als Überseeprovinz erhalten, was allerdings zu keinen großen Veränderungen in der Verwaltung führte. 1954 übernahmen lokale indische Nationalisten in den portugiesischen Besitzungen Dadra und Nagar Haveli die Kontrolle und schufen eine proindische Verwaltung. Indien verweigerte den portugiesischen Truppen den Zugang zu den Enklaven durch sein Territorium. 1961 verlor Portugal schließlich seine letzten indischen Kolonien Goa, Diu und Damão. Sie wurden von der indischen Armee am 18. Dezember handstreichartig besetzt. In Goa standen 3.000 schlecht ausgerüstete portugiesische Soldaten einer indischen Übermacht von 30.000 Mann gegenüber. Die portugiesische Regierung unter António de Oliveira Salazar war nicht bereit, ihre indischen Kolonien aufzugeben, und befahl den dort stationierten Soldaten in Verkennung der militärischen Machtverhältnisse, sich gegen die Inder zu wehren. Die lokalen Befehlshaber sahen jedoch, dass der Widerstand zwecklos war, und leisteten deshalb dem indischen Einmarsch kaum Widerstand. Die Afonso de Albuquerque wurde im Gefecht mit indischen Kriegsschiffen zerstört. Portugiesisch-Indien hörte somit nach über 450 Jahren portugiesischer Präsenz auf zu existieren und wurde in die Indische Union eingegliedert. Portugal erkannte diese Annexion zunächst nicht an, gab seine Ansprüche aber 1974 nach der Nelkenrevolution auf.